# Аврорина скала
Авро́рина скала́ (укр. Аврорина скеля) — прибрежная скала на Южном берегу Крыма, вдающаяся в Чёрном море. Расположена в посёлке городского типа Гаспра (Большая Ялта). На скале находится дворец Ласточкино гнездо.
Аврорина скала находится в западной части Южного берега Крыма, на мысе Ай-Тодор и является его восточным обрывистым отрогом. Название скалы дано русскими в XIX веке в честь римской богини утренней зари — Авроры.
Аврорина скала является яйлинским отторженцем и относится к Массандровской свите — геологической структуры, образовавшейся в результате резкого подъёма Главной гряды Крымских гор и сползания отдельных её частей к морю. Скала сложена известняком верхнеюрского периода мезозойской эры.
На скале в конце XIX века было построено деревянное строение, ставшее предтечей построенному здесь в 1912 году дворцу Ласточкино гнездо. В 1927 году часть скалы была разрушена Ялтинским землетрясением. Тогда же в скале под замком образовалась трещина, которая была заделана в 1960-е годы при реконструкции дворца.
В скале находится несколько карстовых пещер-гротов, протяжённостью до 30 м. На стенах пещер встречаются сталактиты. Один из этих гротов использовался для съёмок логова Ихтиандра в фильме «Человек-амфибия». Также на скале проводилась часть съёмок фильма «Десять негритят».
Аврорина скала попала на множество картин, среди которых работы Айвазовского, Лагорио и Боголюбова. Скала вместе с дворцом также изображена на флаге и гербе Гаспры, ряде юбилейных монет Украины и России.